# Décembre 1995

## Faits marquants
- Seconde conférence économique pour le Proche-Orient et l’Afrique du Nord.

- 2 décembre : appel de Cotonou. Jacques Chirac appelle à la mobilisation pour la langue française[1].

- 5 décembre : le chef d'état-major de l'armée française reprend sa place au sein du Comité militaire de l'OTAN, vingt-neuf ans après que le général De Gaulle s'en est retiré.

- 9 et 23 décembre : élections législatives et création d'un Parlement à deux chambres au Kazakhstan.

- 12 décembre : premières inculpations pour crime contre l'humanité lancées par le tribunal international pour le Rwanda (TPR), siégeant en Tanzanie.

- 14 décembre : 
  - accord pour la paix en Bosnie-Herzégovine[2].
  - 5e sommet de l'ASEAN à Bangkok, réunissant les sept pays membres, plus 3 candidats.

- 15 décembre : le Mercosur, marché commun d'Amérique du Sud, signe un accord de libre-échange avec le Chili.

- 18 décembre : procès de l'ancien président coréen Roh Tae-woo à Séoul, arrêté pour corruption en novembre.

- 20 décembre : accident du vol 965 American Airlines en Colombie, causant 159 morts.

## Naissances
- 1er décembre : Sammy Basso, biologiste et écrivain italien († 5 décembre 2024).
- 3 décembre : Angèle, chanteuse belge.
- 5 décembre : Anthony Martial, footballeur et international français.
- 6 décembre : Fatima Zahra El Qorachi, judokate marocaine.
- 12 décembre :
  - Manon Barbaza, pentathlonienne française.
  - Marie Mané, basketteuse française.
- 18 décembre : Benoît Saint Denis, combattant français d'arts martiaux mixtes
- 20 décembre : Irama né Filippo Maria Fanti (1995-) chanteur italien.
- 22 décembre : Vincent Vinel, auteur-compositeur-interprète bulgare francophone.
- 25 décembre : Ana Lucrecia Taglioretti, violoniste paraguayenne († 7 janvier 2020).
- 29 décembre : Ross Lynch, chanteur et acteur américain.
- 30 décembre : V (Kim Taehyung), chanteur, danseur, auteur-compositeur-interprète, acteur sud-coréen (membre du boys band BTS).

## Décès
- 2 décembre : Robertson William Davies, écrivain, journaliste, professeur canadien (°28 août 1912).
- 5 décembre : Lisa McPherson, scientologue. Sa mort provoque une controverse (°10 février 1959).
- 9 décembre : Vivian Blaine, actrice et chanteuse américaine (°21 novembre 1921).
- 13 décembre : Anatoli Diatlov, ingénieur nucléaire tchernobyl 31 mars 1931
- 22 décembre : Butterfly McQueen, actrice américaine (°7 janvier 1911).
- 25 décembre : Dean Martin, chanteur et acteur américain d'origine italienne (°7 juin 1917).
- 28 décembre : Michel Michelet né Mikhaïl Isaakovitch Levin, compositeur d'origine russe (°14 juillet 1894).